# Helmut Pichler
Helmut „Hömerl“ Pichler (* 29. Juli 1947 in Mödling; † 6. April 2013 ebenda) war ein österreichischer Musiker, der vor allem als Bassist der No. 1 vom Wienerwald Bekanntheit erlangte.

## Karriere
Ab 1970 spielte er neben Peter Schleicher und Hansi Lang in der Band Plastic Drug. Ab 1975 war er Bassist bei Atlas, 1976 gründete er gemeinsam mit Wolfgang Ambros, Peter Schleicher, Helmut „Nockerl“ Nowak und Martin Kunz die No. 1 vom Wienerwald. 30 Jahre später – im Jahr 2006 – erlitt Pichler einige schwere Schlaganfälle, worauf er ab 2008 auf einen Rollstuhl angewiesen war und rund um die Uhr gepflegt werden musste, bis er schließlich am 6. April 2013 starb. Begraben wurde er am Friedhof in Mödling.
Pichler war als Bassist an verschiedenen Projekten beteiligt. Er spielte Bass auf Studioalben von Wilfried, Simone Stelzer, Alexander Bisenz, Rainhard Fendrich sowie Joesi Prokopetz.